# Sulwe (libro)
Sulwe es un libro ilustrado de ficción para niños escrito por la actriz Lupita Nyong'o. Sigue la historia de una niña que desea que su piel oscura sea más clara. La historia trata, en última instancia, del colorismo y de aprender a quererse a uno mismo, sin importar el tono de la piel.
En 2020, las traducciones al kiswahili y al dholuo estuvieron disponibles en África oriental a través de la editorial keniana Bunk Books.

## Sinopsis
Sulwe tiene la piel más oscura de su familia y de su escuela. Ella desea que su piel sea más clara, pero a través de una experiencia sobrenatural, llega a amar su color de piel oscuro.

## Adaptación cinematográfica
En febrero de 2021, Netflix anunció una adaptación cinematográfica musical animada basada en el libro.